# Koenigsegg Regera
La Koenigsegg Regera est une supercar, produite par le constructeur automobile suédois Koenigsegg, dévoilée au salon international de l'automobile de Genève 2015. Sa production est limitée à 80 exemplaires, dont 40 ont trouvé leurs propriétaires en 2016-2017. La Regera est plus luxueuse et plus « pratique » que les autres sportives de la marque.

## Description

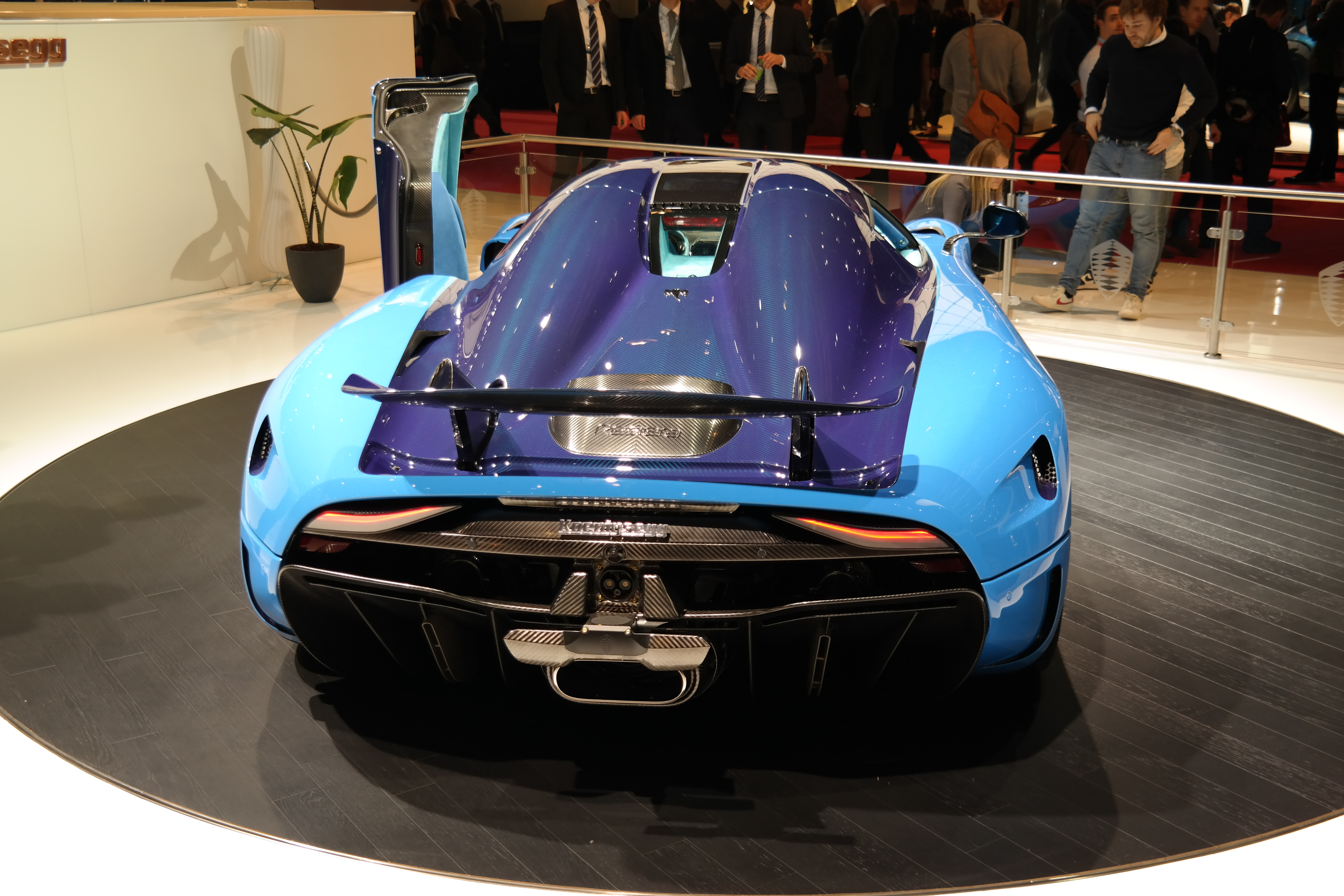
Vue arrière de la Regera hybride.

La Regera est une propulsion dont la motorisation hybride développe plus de 1 800 chevaux, dont seulement 1 500 sont disponibles,. 
La Regera dispose d'un moteur V8 biturbo de 5 litres de cylindrée de 1 100 chevaux et de trois moteurs électriques fournis par Rimac Automobili dont la puissance cumulée est d'un peu plus de 700 chevaux. 
La transmission KDD (Koenigsegg Direct Drive), conçue spécialement, permet de se dispenser d'une boîte de vitesses. En effet, cette transmission permet d'utiliser un moteur électrique qui propulse la voiture à vitesse inférieure à 50 km/h puis, quand la vitesse augmente, le moteur à combustion interne commence à entraîner les roues arrière via un convertisseur de couple hydraulique.
Elle inaugure la fonction Autoskin, également présente sur la Jesko, qui permet de contrôler les portières et les capots avant et arrière à distance grâce à la clé télécommandée. Elle présente, pour la première fois sur une Koenigsegg, un aileron arrière entièrement rétractable générant de l'appui et du freinage aérodynamique.

### Habitacle

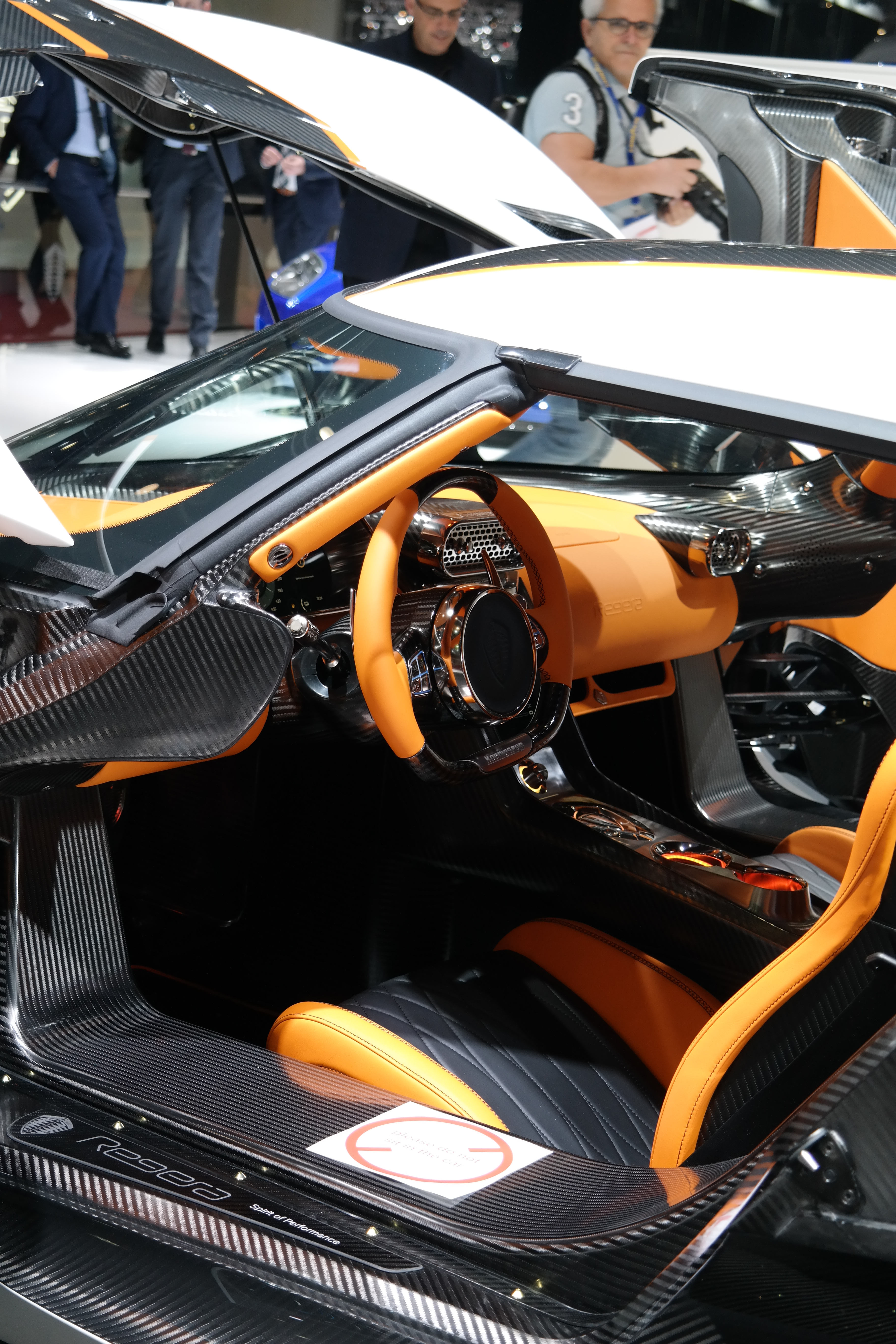
L'intérieur de la Regera.

L'intérieur de la Regera est plus luxueux que celui des modèles précédents, avec un écran vertical de neuf pouces, une connectivité 4G, hotspot Wi-Fi et Apple CarPlay. On note l'absence de levier de vitesse et un écran remplaçant le compteur de vitesse classique.

### Performance
La Regera peut atteindre 100 km/h en 2,6 secondes et 400 km/h en moins de vingt secondes. Les 400 km/h sont atteints (théoriquement) plus de deux fois plus vite que la Bugatti Veyron 16.4, la première voiture de série à dépasser les 400 km/h,,.

## Records
Le 27 septembre 2019, avec la Regera, Koenigsegg bat le record du 0-400-0 km/h, établi en 2017 par la Koenigsegg Agera RS, en 31,49 s. Pilotée par Sonny Persson sur l'aérodrome militaire suédois de Råda, la Regera effectue le 0 à 400 km/h en 22,87 s et le 400 km/h jusqu'à l'arrêt en 8,62 s. 
Le 16 juin 2023, Koenigsegg bat le record du 0-400 km/h en 20,68 s et celui du le 400-0 km/h en 8,13 s. 
Ce record sera repris le 27 juin 2024 par la Jesko Absolut.